# Frankensteins Todesrennen
Frankensteins Todesrennen (Originaltitel: Death Race 2000) ist ein US-amerikanischer Actionfilm von Regisseur Paul Bartel aus dem Jahre 1975 mit David Carradine
in der Hauptrolle. Der Film wurde von Oktober 1974 bis Dezember 1974 gedreht und startete am 27. April 1975 im Verleih von New World Pictures in den US-amerikanischen Kinos. Für die Produktion zeichnete die New World Pictures in Zusammenarbeit mit der Columbia Associates verantwortlich. In der Bundesrepublik Deutschland wurde der Film am 28. November 1975 veröffentlicht.

## Handlung
Nordamerika im Jahr 2000: Eine Finanzkrise und ein Militärputsch haben zum Niedergang der USA geführt. An ihrer Stelle ist die faschistoide Diktatur der „Vereinten Provinzen“ entstanden. Unter Führung eines autokratischen Präsidenten hat ihr Einparteiensystem die Vereinigung von Staat und Kirche herbeigeführt. Um die proletarischen Massen gefügig zu machen, werden sie mit gewaltverherrlichenden TV-Programmen bei Laune gehalten. Höhepunkt ist das alljährlich stattfindende „Transkontinentale Straßenrennen“, bei dem die Teams nicht nur gegen die Zeit fahren. Für das Töten von Passanten gibt es zudem einen Bonus, der von Geschlecht und Alter der Opfer abhängig ist. Der gefeierte Fahrer Frankenstein gilt als Mann der Regierung und ahnt nicht, dass seine Copilotin Annie Mitglied einer Widerstandsbewegung ist, die ihm nach dem Leben trachtet, um das Rennen zu sabotieren. Frankenstein ist jedoch keine Marionette des Systems und verfolgt eigene Pläne. Er behauptet sich gegen die konkurrierenden Fahrer sowie die Widerstandsbewegung und gewinnt das Rennen. Als ihm der Präsident zum Sieg gratuliert, tötet Frankenstein ihn und tritt an seine Stelle. Er heiratet Annie und schafft das Todesrennen ab.

## Hintergrund
- Frankensteins Todesrennen wurde auf 35-mm-Technicolor-Film gedreht und 1975 im Bildformat 1,85:1 in die Kinos gebracht.
- Frankensteins Todesrennen verfügte über ein Budget von ca. $ 300.000.
- David Carradine spielte hier seine erste Hauptrolle nach der Serie Kung Fu.

## Kritiken
„Eine als „utopische Satire“ gedachte Billigversion des ein Jahr zuvor entstandenen Films „Rollerball“, die von einfallsreichen Fahraufnahmen zehrt und auf einer trivialen Ebene durchaus nachvollziehbar futuristische Elemente mit Gegenwartsbezügen koppelt. Solche kritische Ansätze gehen freilich in Brutalität, Zynismus und Nervenkitzel unter.“

## Drehorte
- Chet Holifield Federal Building – 24000 Avila Road, Laguna Niguel, Kalifornien, USA
- Golden State Highway, Kalifornien, USA
- Indian Dunes, Ventura County, Kalifornien, USA
- Interstate 210, La Crescenta, Kalifornien, USA
- Los Angeles, Kalifornien, USA
- Mojave-Wüste, Kalifornien, USA
- Mulholland Drive, Hollywood Hills, Los Angeles, Kalifornien, USA
- Ontario Motor Speedway – N. Miliken Avenue, Ontario, Kalifornien, USA
- Pasadena Civic Auditorium – 300 E. Green Street, Pasadena, Kalifornien, USA
- San Fernando Valley, Los Angeles, Kalifornien, USA

## Veröffentlichung in Deutschland
- Frühere deutsche Titel waren Frankensteins Todesrennen oder Herrscher der Straße. Der heutige DVD-Titel ist Death Race 2000.
- Der Film war bis zum 31. Oktober 2002 indiziert. 2005 stufte die FSK diesen Film ungeschnitten für die DVD-Auswertung von FSK 18 auf FSK 16 herunter.

## Referenzen
- Nur ein Jahr später erschien Cannonball (Cannonball; 1976)[3] ein Film mit ähnlich gelagerter Thematik, wiederum mit Paul Bartel als Regisseur und David Carradine als Hauptdarsteller.
- In der Folge Zu dritt ins Bett der Serie Die Bill Cosby Show darf Vanessa den Film nicht sehen, weil er zu brutal ist. Da der Film im Original Death Race 2000 heißt, wird er in der deutschen Übersetzung der Bill Cosby Show Todesrennen 2000 genannt.
- Im Jahr 1997 erschien der erste Teil der Computerspiel-Reihe Carmageddon, welche im Szenario und in der Thematik sehr große Ähnlichkeit zum Film hat. Aufgrund der Gewaltdarstellung sind alle Teile der Reihe ungeschnitten in Deutschland nicht frei erhältlich.

## Remakes und Fortsetzung
- Aufgrund des Erfolges erschien 1978 ein Film mit dem Titel Giganten mit stählernen Fäusten (alternativ: Death Race 2050), wiederum mit David Carradine unter der Regie von Allan Arkush und auch aus den Studios von Roger Corman, der aber kaum Parallelen aufweist und keine Fortsetzung darstellt.
- Im Jahr 2008 erschien eine Art Remake unter dem Titel Death Race, mit Jason Statham in der Hauptrolle. Produziert und gedreht wurde er von Paul W. S. Anderson. Diese Reihe erfuhr drei weitere Teile.
- Ebenfalls 2008 erschien Death Racers (alternativ: Death Race 3000), mit Violent J und Shaggy 2 Dope von Insane Clown Posse sowie mit Scott „Raven“ Levy als Direct-to-DVD-Produktion, dessen Handlung sich stark an den Originalfilm anlehnt.
- 2017 erschien unter dem Titel Death Race 2050 eine Fortsetzung und abermals von Roger Corman produziert.